# Az én szívem apuciért dobog
"Az én szívem apuciért dobog" (My Heart Belongs to Daddy) a Született feleségek (Desperate Housewives) című amerikai filmsorozat huszonhetedik epizódja. Az Amerikai Egyesült Államokban először az ABC (American Broadcasting Company) adó sugározta 2005. október 16-án.

## Az epizód cselekménye
A Széplaki Megyei Börtön lakói alig várták a keddeket. A kedd volt ugyanis Gabrielle Solis látogatásának napja. A fogva tartottak minden igyekezetükkel azon voltak, hogy elhalmozzák bókokkal, akár akarta, akár nem. Gabrielle egy ilyen alkalom egyikén kisebbfajta börtönlázadást szít, amikor a rabok előtt rúgja ki az ügyvédjét, amiért az nem hajlandó elintézni egy hitvesi látogatást Carlosszal, s ennek tetejébe még durván sértegeti is. Susan a kissé kínosra sikerült vacsora után úgy dönt, hogy félretéve a Zach-kel kapcsolatos ellenérzéseit, újra Mike Delfino életének részévé akar válni. Lynette teljesen magába roskad, mert úgy érzi, hogy a gyermekei életében komoly törést okozott azzal, hogy újra munkába állt. Ráadásul Tomtól értesül Mrs. Mulberryről - Parker képzeletbeli angol nevelőnőjéről. Amikor Bree vacsorára hívja George-ot a Van De Kamp-házba, Andrew és George között megkezdődik a vérre menő harc első felvonása, melyből persze csakis a patikus kerülhet ki vesztesen.

## Mellékszereplők
- Adrian Pasdar - David Bradley
- Michael Hitchcock - Mr. Doyle
- Harry S. Murphy - Headmaster Lentz
- Shannon O'Hurley - Mrs. Truesdale
- Joe Basile - Ellenőr
- Aaliyah Franks - Patty
- John Hemphill - Coach
- Kevin Will - Fagylaltárus

## Mary Alice epizódzáró monológja
- A narrátor, Mary Alice monológja az epizód végén így hangzik (a magyar változat alapján):

„A világ tele van jó apákkal. Hogy miről ismerni fel őket? A jó apák azok, akik olyan rettenetesen hiányoznak, hogy távollétükben minden összeomlik. A jó apák azok, akik szeretnek, már jóval azelőtt, hogy megérkeznénk. A jó apák azok, akik keresésünkre indulnak, amikor nem leljük a haza vezető utat. Igen. A világ tele van jó apákkal. És a legjobbak azok, akik mellett életük párja jó anyának érezheti magát.”

## Epizódcímek szerte a világban
- Angol: My Heart Belongs to Daddy (Az én szívem apuhoz tartozik)
- Francia: Georges fait de la résistance (George kitartó tette)
- Lengyel: Moje serce bije dla tatusia (Az én szívem apuciért dobog)
- Német: Die imaginäre Freundin (A képzeletbeli barát)